# Mathieu (Calvados)
Mathieu település Franciaországban, Calvados megyében. Lakosainak száma 2339 fő (2022. január 1.). Mathieu Anisy, Biéville-Beuville, Cambes-en-Plaine, Cresserons, Douvres-la-Délivrande, Hermanville-sur-Mer, Périers-sur-le-Dan, Plumetot és Colomby-Anguerny községekkel határos.

## Népesség
A település népességének változása:
| Lakosok száma | 964  | 1255 | 1577 | 1972 | 2031 | 2180 | 2223 | 2286 | 2318 | 2339 |
|               | 1968 | 1982 | 1990 | 2006 | 2013 | 2015 | 2017 | 2019 | 2020 | 2022 |